# Trillium tschonoskii
Espèce
Classification APG II (2003)
Trillium tschonoskii est une plante herbacée, vivace et rhizomateuse de la famille des Liliaceae (classification classique) ou des Melanthiaceae (classification APG II, 2003).

## Noms
- En japonais : Miyama-enrei-so, Shirobana-enrei-so.

## Description
Cette espèce d’Asie centrale et orientale fleurit à la fin du printemps dans les forêts fraîches. La fleur, de 3 à 8 cm de diamètre à larges pétales blancs dépassant les sépales, est portée par un pédoncule dressé. Les feuilles rhomboïdes-ovales sont acuminées. Le fruit est une baie verte ou pourpre à stigmates persistants.

## Aire de répartition
Himalaya, Chine, Corée, Taiwan, Japon et sud des îles Sakhaline.

## Remarque
Trillium hagae est hybride triploïde (stérile) ou hexaploïde (fertile) entre cette espèce et Trillium camschatcense.

## Sources
- Frederick W. Case, Jr. & Roberta B. Case, Trilliums, Timber Press, 1997  (ISBN 0-88192-374-5)